# 詹姆斯·斯普迪赫
詹姆斯·安東尼·斯普迪赫（英語：James Anthony Spudich，1942年1月7日—），克罗地亚裔美國生物化学家、史丹佛大學生物化学和心血管疾病教授。2012年与迈克尔·希茨和罗纳德·韦尔同获拉斯克基础医学研究奖。他是美国文理科学院和美国国家科学院的院士。

## 生平和工作
出生在伊利诺伊州本尔德，1963年他从伊利诺伊大学厄巴纳-尚佩恩分校获化学学士学位，大学期间在约翰·伍德兰德·黑斯廷斯的实验室做了关于生物发光的研究。1968年他在斯坦福大学阿瑟·科恩伯格的指导下获生物化学博士学位。后来他在斯坦福大学与查尔斯·亚诺夫斯基合作、在分子生物学实验室与休·赫胥黎合作完成了自己的博士后研究。
他的研究重点是关于分子马达，特别是肌球蛋白。与赫胥黎一起，他开始为分子马达构建肌动蛋白/肌球蛋白/ATP模型，他提出，肌球蛋白会塞入肌动蛋白中并导致中风。斯普迪赫试图创建第一个体外的肌动蛋白和肌球蛋白组成的构件。不过，他在排列肌动蛋白丝时遇到了很大的困难。1982年，他和迈克尔·希茨开始合作，用有长导向肌动蛋白纤维的藻类丽藻来做实验，观察肌球蛋白包被微珠沿着肌动蛋白丝所做的运动。这为阐明细胞内分子运输的机制提供了有力的线索，使后来细化观察单个肌球蛋白分子的单步运动成为可能。他在该领域的研究论文有着很高的引用率。
斯普迪赫于1971年成为加利福尼亚大学旧金山分校助理教授，1977年转入斯坦福成为结构生物学教授。20世纪90年代后期，他与斯坦福大学的物理学家朱棣文等参与了创建一个跨学科的研究计划，结合工程，物理，生物学等学科，发起了启动斯坦福大学Bio-X中心的倡议。他们将这个计划提交给了时任斯坦福大学教务长的康多莉扎·赖斯。
1998年斯普迪赫与罗纳德·瓦尔、詹姆斯·萨布里、拉里·戈尔德斯坦在旧金山创立了Cytokinetics公司。1989年曾任美国细胞生物学会主席。

## 个人生活
他与妻子安娜在黑斯廷斯的海洋生物学实验室相遇。他们有2个女儿，5个外孙/外孙女。驾驶小型飞机是他长期的爱好。

## 荣誉和奖励
- 1977 古根海姆奖[14]
- 1991 美国国家科学院院士
- 1994 马克斯·普朗克生物化学研究所外籍会员[15]
- 1996 罗森施蒂尔奖[16]
- 1997 美国文理科学院院士[17]
- 1998 基思·波特讲席
- 2001 美国科学促进会会员[18]
- 2011 E·B·威尔逊奖章[19]
- 2012 威利生物医学科学奖
- 2012 拉斯克基础医学研究奖[20]
- 2013 马斯利奖[21]